# Barbara Nahmad
Barbara Nahmad (Milano, 30 giugno 1967) è una pittrice italiana.

## Biografia
Barbara Nahmad è nata nel 1967 a Milano, dove vive e lavora. Nel 1990 si è diplomata all’Accademia di Belle Arti di Brera. Dopo alcuni soggiorni all’estero, ha lavorato per la televisione e per il teatro come scenografa, per poi dedicarsi totalmente alla pittura. Da quel momento le sue opere sono state esposte in varie sedi museali italiane, tra le quali il PAC, il Palazzo della Ragione e il Palazzo Reale a Milano e il Museo Ebraico di Bologna e, all’estero, in varie sedi a Londra, Berlino, New York, Shangai, Atene, L’Aia e Tel Aviv.
Nel 2009, nell’ambito della 53. Biennale di Venezia, ha partecipato al progetto «Détournements Venise» con un trittico pittorico sull’economia e un’installazione sonora.
Nel 2014 ha esposto a Tel Aviv la serie «Eden», che dopo varie tappe è stata presentata al Museo Ebraico di Bologna in occasione della Notte Europea dei Musei. Il lungo ciclo di «Eden» rappresenta una svolta nel percorso di Barbara Nahmad: la sua pittura diventa in questi quadri più essenziale, acquistando tonalità sabbiose come quelle del deserto, che con le sue vuote distese offre uno spazio originale al riaffiorare della memoria di un popolo. La tecnica dell’olio su tela torna così a parlare con una voce nuova e la Storia stessa riacquista un’energia che riguarda e investe il presente.
Nel 2017 Barbara Nahmad ha creato l’immagine per la campagna pubblicitaria «Passo Doppio» di Mediobanca.
Le sue opere sono presenti in collezioni pubbliche e private tra le quali la Collezione Agnelli, la Fondazione Einaudi e la Fondazione Rosselli a Torino, la Collezione Mediobanca e la Collezione Schwarz e a Milano, nonché in quelle del Museo Ebraico di Bologna e dell’American College of Greece ad Atene.
Attualmente è docente della cattedra di Tecniche e Tecnologia della Pittura presso l’Accademia di Brera a Milano.

## Mostre
Principali mostre personali:
- 2000 / Studio d’Arte Cannaviello, Milano
- 2005 / Yesterday Now, Fondazione Bandera, Busto Arsizio
- 2005 / Tavole della Protesta, Istituto italiano di Cultura, Ljubljana, Slovenia
- 2008 / Canto General, Ermanno Tedeschi Gallery, Milano e Roma
- 2010 / All’ultimo respiro, Ermanno Tedeschi Gallery, Milano
- 2013 / Galerie De Tween Pauwen, Den Haag, The Nederlands
- 2014 / Eden, Ermanno Tedeschi Gallery, Tel Aviv
- 2015 / Eden quando tutto il mondo era giovane, Spazio Natta, Como
- 2016 / Eden, Federico Rui Arte Contemporanea, Milano
- 2016 / Eden, Museo Meb, Bologna
- 2017/ Summertime, Lawyalty, Milano

- 2019 / Oltremare, Federico Rui Arte Contemporanea, Milano

Principali mostre collettive:
- 2000 / PAC, Milano
- 2001 / Premio Cairo, Palazzo della Permanente, Milano
- 2004 / XIV Quadriennale di Roma, Anteprima, Torino
- 2005 / Seven, Palazzo Pretorio, Certaldo
- 2007 / Arte italiana 1968-2007 Pittura, Palazzo Reale, Milano
- 2007 / New reality painters, PAC, Milano
- 2009 / Face to Face, Dètournement Venise 2009, 53ª Biennale di Venezia, Venezia
- 2009 / Campolungo, L’orizzonte sensibile del Contemporaneo, Complesso Monumentale del Vittoriano, Roma
- 2011 / Elevazioni e permutazioni, Museo ebraico, Venezia
- 2011 / Donna è sport, Museo del Risorgimento, Milano
- 2015 / Imago Mundi, Fondazione Sandretto Re Rebaudengo, Torino, Fondazione Cini, Venezia
- 2016 / Omaggio a Pasolini, Museo dell’Informazione, Palazzo del Duca, Senigallia
- 2017 / P-Arty, Palazzo Bernaroli, Bologna
- 2018 / Pasolini un ricordo, Fabbrica del Vapore, Milano
- 2018 / Join dots, unire le distanze, Salone degli Incanti, Trieste
- 2019 / Tutti i pani del mondo, Fondazione Sassi, Matera[5]